# Дрого (герцог Бретані)
Дрого (брет. Drogon; 950—958) — граф Нанта та герцог Бретані (952 — 958). Єдиний законний син графа Нанта та герцога Бретані Алена II Крива Борода і Юдіт (Аделаїди) Блуаської, дочки графа де Блуа Тібо Старого.

## Життєпис
Правління
У 952 році герцог Ален II помер. Новим герцогом Бретані став його старший син, Дрого.
Дрого (або Дре) успадковував володіння свого передчасно померлого батька маючи від народження усього 2 роки. Опікуном став його дядько Тібо I де Блуа, який в 956 році видав мати Дрого заміж за графа Фулька II Анжуйського. В результаті цього шлюбу Бретань виявилася фактично розділена: Фульк II Анжуйський став керувати графством Нант від імені свого пасинка, малолітнього Дроґо, а Тібо I де Блуа зберіг вплив на півночі Бретані. Але оскільки бретонські землі були віддалені від домену Тібо, то в управлінні цими володіннями він спирався на двох впливових вельмож Бретані — графа Ренна Юдікаеля Беранже, який став його васалом, і архієпископа Доля Жютоена.
Спадщина
Смерть Дрого 958 року в Анжері за загадкових обставин викликала хвилювання у Бретані. Згідно «Хроніці Нанта», дехто вбачав у вбивстві руку Фулька II Анжуйського, який став графом Нанта з 958 року до своєї смерті. Мешканці Нанта, звинувачуючи Фулька у вбивстві Дрого, підбурили повстання й обрали собі за графа позашлюбного сина Алена II на ім'я Гоель.